# Coelorinchus argentatus
Coelorinchus argentatus är en fiskart som beskrevs av Smith och Lewis Radcliffe 1912. Coelorinchus argentatus ingår i släktet Coelorinchus och familjen skolästfiskar. Inga underarter finns listade i Catalogue of Life.